# Czernihów Północny
Czernihów Północny (ukr. Чернігів-Північний) – stacja kolejowa w miejscowości Czernihów, w rejonie czernihowskim, w obwodzie czernihowskim, na Ukrainie. Położona jest na linii Homel – Czernihów.

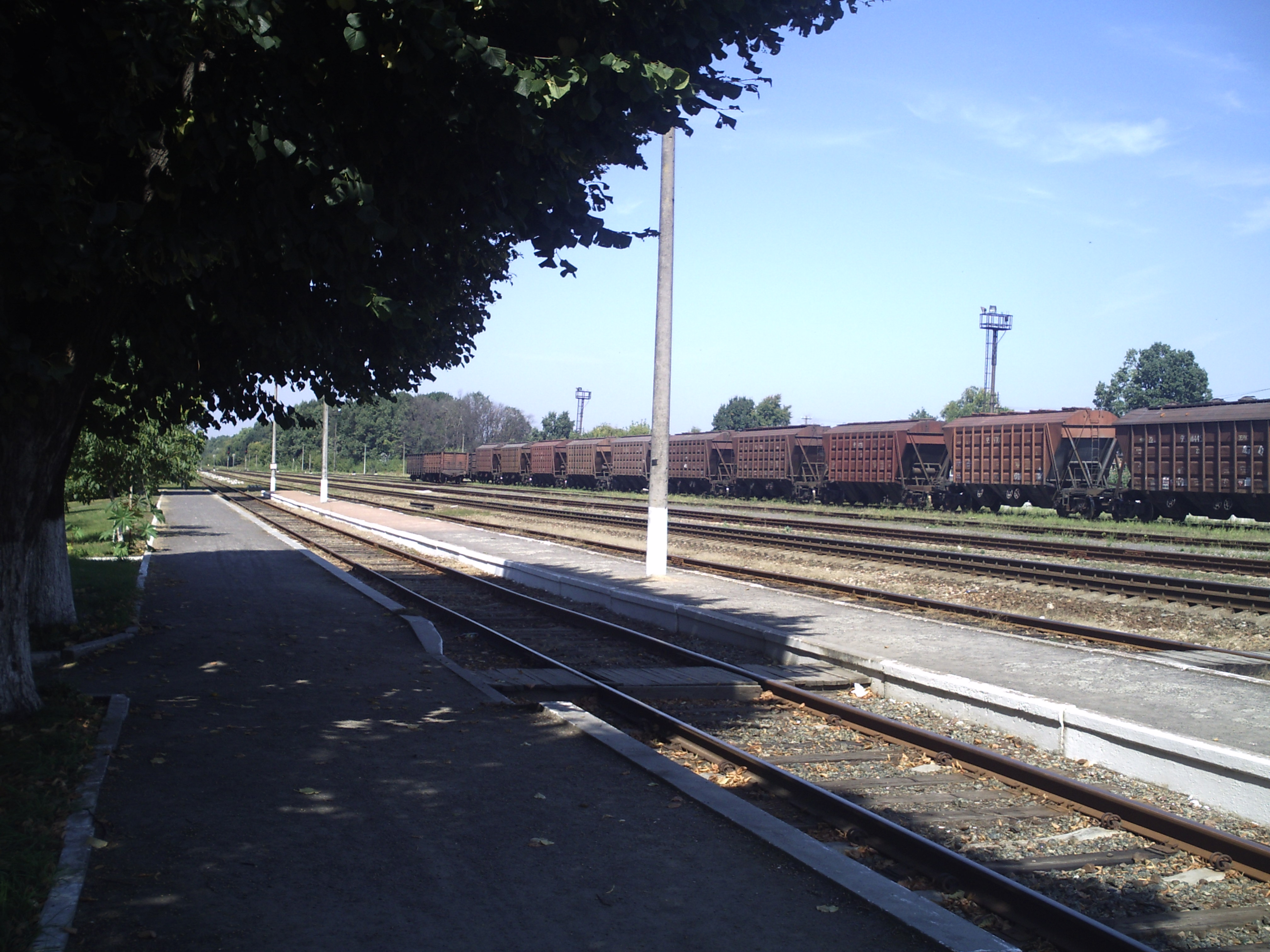
perony; widok w stronę granicy